# Dębicki
Dębicki là một huyện thuộc tỉnh Podkarpackie của Ba Lan. Huyện có diện tích 777 km². Đến ngày 1 tháng 1 năm 2011, dân số của huyện là 133517 người và mật độ 172 người/km².